# Ostdeutscher Beobachter
Der Ostdeutsche Beobachter war eine deutsche Tageszeitung, die von 1939 bis 1945 als Organ der NSDAP – Verkündungsblatt des Reichsstatthalters im Reichsgau Wartheland und seiner Behörden in Posen erschien. Sie war Nachfolgerin des Posener Tageblatts. 
Die Zeitung ist nicht zu verwechseln mit der gleichnamigen Wochenzeitung Ostdeutscher Beobachter. Kampfblatt für das ehrlich arbeitende Volk, die in Hermannstadt von 1932 bis 1934 herausgegeben wurde.

## Gründung
Am 1. November 1939 wurde die erste Ausgabe des Ostdeutschen Beobachters herausgegeben. Dazu veröffentlichte das Reichsministerium für Volksaufklärung und Propaganda folgende offizielle Kurzmeldung:

„Am 1. November hat das seit 78 Jahren bestehende Posener Tageblatt sein Erscheinen eingestellt, um seinen redaktionellen und technischen Apparat in den Dienst des nationalsozialistischen Aufbaus im Warthegau zu stellen. Das Posener Tageblatt hatte den Kampf um den Bestand der deutschen Volksgruppe in vorderster Front geführt. Es erscheint jetzt als Ostdeutscher Beobachter.“

Die Herstellung übernahm die NS-Gauverlag und Druckerei Wartheland GmbH mit Sitz in Posen. Verlagsleiter blieb Johannes Scholz bis 1945. Etabliert wurde das Periodikum als Parteizeitung der NSDAP. Der vollständige Titel lautete: Ostdeutscher Beobachter – Organ der Nationalsozialistischen Deutschen Arbeiterpartei – Verkündungsblatt des Reichsstatthalters im Reichsgau Wartheland und seiner Behörden.
(Parallel gab der Verlag von 1940 bis 1945 die Litzmannstädter Zeitung heraus.)

## Inhaltliche Ausrichtung
Das Wartheland um Posen  entwickelte sich zu dem Gebiet mit der zahlenmäßig größten Neuansiedlung von Deutschen. Über  eine Million Baltendeutsche, Wolhyniendeutsche, Bukowinadeutsche, Schwarzmeerdeutsche und andere  Volksdeutsche wurden hierher umgesiedelt. Die Eingliederung hatte eine massive Aussiedlung und Vertreibung der polnischen Bevölkerung zur Folge. 
Der Ostdeutsche Beobachter diente der Gauleitung dabei als „Sprachrohr“. Arthur Greiser hielt in einem Leitartikel der Zeitung überdeutlich fest: 

„Die Eindeutschung des Warthegaus heißt meiner Meinung nach, dass kein anderes Volk außer dem deutschen das Recht hat, hier zu wohnen. Der Warthegau ist unser Herrschaftsgebiet. Dazu gehören das ganze Land, der Boden, die Häuser, die Bauernhöfe, alles.“

In diesem Artikel präzisierte Greiser die Grundlagen der nationalsozialistischen Bevölkerungspolitik im Warthegau. Zu ihrer Umsetzung sollte nicht nur die Zivilverwaltung herangezogen werden, sondern sämtliche Polizeiorgane, Juristen, Ärzte, Lehrer, Journalisten etc. Sie alle sollten zu Pionieren des Deutschtums in diesem Gebiet werden.
Dementsprechend war die politische Richtung des Ostdeutschen Beobachters, im gravierenden Gegensatz zum Posener Tageblatt, bis zur letzten Ausgabe antijüdisch und bis Anfang April 1943 antipolnisch. Die Darstellung der Polen konzentrierte sich 1939/40 zunächst auf regelmäßige Berichte über Terror gegenüber der deutschen Minderheit sowie Konflikte mit den Nachbarländern im sogenannten Zwischenkriegspolen. Dazu kamen einprägsam und bildhaft die altbekannten Stereotype über die „polnische Wirtschaft“ und die „Verlotterung des polnischen Volkscharakters“, in Gegenüberstellung der vermeintlichen Überlegenheit der deutschen Organisations- und Ordnungsliebe. Ab März 1940 existierten Polen in der Berichterstattung des Ostdeutschen Beobachters grundsätzlich nicht mehr und fanden in Bezug auf das Wartheland nur noch vereinzelt im Zusammenhang mit Vergehen und Verbrechen Erwähnung.
Katyn stellte im Ostdeutschen Beobachter ab dem 15. April 1943 den Wendepunkt in der antipolnischen Propaganda dar. Die darauffolgende regelmäßige pro-polnische Berichterstattung zielte direkt auf die polnische Bevölkerung und deren Exilregierung ab, womit die polnische Loyalität gegenüber den Alliierten erschüttert werden sollte. Nach dem Fund der Massengräber bei Katyn zog die deutsche Propaganda alle Register, bis hin zur feierlichen Beisetzung identifizierter Leichen. Auch polnischen Offizieren in deutscher Kriegsgefangenschaft wurde mittels der Zeitungsberichte die Ermordung ihrer Kameraden vor Augen gehalten. Wenn so auch keine Sympathien für die deutschen Besatzer aufkamen, gab sich tatsächlich ein großer Teil der nach Wahrheit suchenden polnischen Bevölkerung keinen Illusionen über die Politik der Sowjetunion mehr hin, sofern sie diese überhaupt jemals gehegt hatten. Der Ostdeutsche Beobachter bezeichnete im Wartheland noch sesshafte Polen fortan als „unsere polnischen Schutzangehörigen“.
Ab Herbst 1944 waren die täglichen Leitartikel im Ostdeutschen Beobachter stark von Durchhalte-Rhetorik geprägt. Selbst nach dem Beginn der sowjetischen Weichsel-Oder-Offensive suggerierte die Zeitung, dass im Wartheland keine unmittelbare Kriegsgefahr bestehe. Bis zu diesem Zeitpunkt hatte sich die Anzahl der deutschen Bevölkerung in der ehemaligen Provinz Posen nochmals deutlich erhöht, vor allem durch den Zuzug von Ausgebombten aus dem sogenannten Altreich. Zudem wurden in den letzten Kriegsjahren zahlreiche Kinder und Mütter aus vielen deutschen Großstädten im Rahmen der Kinderlandverschickung insbesondere in die Umgebung von Posen evakuiert, da die Gegend als „nicht luftgefährdet“ galt.

## Auflösung
Die letzte Ausgabe des Ostdeutschen Beobachters erschien am 20. Januar 1945 (Jahrgangsnummer 7.1945, Nr. 17).  Über die an diesem Tag im Warthegau beginnende Evakuierung und Flucht der Zivilbevölkerung stand auf der Titelseite des letzten Ostdeutschen Beobachters lediglich nebulös zu lesen:

„Eine der hervorstechendsten Charaktereigenschaften des deutschen Menschen ist seine vorsorgliche Organisation. Diese Vorsorglichkeit hat seit langem die Führung des Gaues veranlaßt, genaue Maßnahmen zu planen, die nun im einzelnen ausgelöst werden. […] Jeder im Warthegau darf und muß das Gefühl haben, daß er jetzt nicht allein steht. […] Selbstverständlich ist auch an unsere polnischen Schutzangehörigen gedacht. Jeder wird so behandelt, wie er es verdient hat. […] Ueber die kommenden Stunden unseres Gaues aber wollen wir die Parole stellen: Heilig ist uns Mutter und Kind. Wenn wir nach diesen Grundsätzen in den nächsten Tagen handeln und leben, dann werden wir Wartheländer noch einmal vor der Oeffentlichkeit den Beweis erbracht haben, wie uns diese unsere neue Heimat ans Herz gewachsen ist aber auch, daß wir sie uns verdient haben. Wir sind bereit, diesem Boden das zu geben, was er von uns verlangt. Wir haben es sechs Jahre lang versprochen – nun wollen wir auch danach handeln.“

Um welche „genau geplanten Maßnahmen“ es sich handelte, wurde nicht erwähnt. Weder von Räumung, Evakuierung, geschweige Flucht war in dem Artikel die Rede. Viel zu spät ordnete Arthur Greiser die Evakuierung der deutschen Bevölkerung aus dem Wartheland an. 
Entgegen der im Ostdeutschen Beobachter erwähnten „vorsorglichen Organisation“ lief die Räumung des Warthelands angesichts der militärischen Lage und der fehlenden Transportkapazitäten völlig chaotisch ab. 
Der Gauleiter des Warthelandes, Arthur Greiser, flüchtete am Abend des 20. Januar 1945 aus seiner zur Festung erklärten Hauptstadt, bevor die Schlacht um Posen begann. In seinem Gefolge befanden sich unter anderem die Verlagsleitung, Propagandisten und Redakteure des Ostdeutschen Beobachters, die fast alle in den Westen entkamen und in der Bundesrepublik Deutschland ihre publizistische Karriere fortsetzten. Arthur Greiser wurde an Polen ausgeliefert und 1946 zum Tode verurteilt und hingerichtet.

## Mitarbeiter (Auswahl)
- Johannes Scholz,  Verlagsleiter 1939–1945
- Herbert Koch, Chefredakteur
- Melita Maschmann
- Hans von Rimscha
- Willy Römer
- Fritz Albrich
- Kurt Lück
- Wilhelm Maul